# Ecnomiohyla bailarina
Ecnomiohyla bailarina is een kikker uit de familie van de boomkikkers (Hylidae). De soort komt voor in Costa Rica en Panama.
Ecnomiohyla bailarina werd in 2014 wetenschappelijk beschreven door de groep van biologen Abel Batista, Andreas Hertz, Konrad Mebert, Gunther Köhler, Sebastian Lotzkat, Marcos Ponce en Milan Veselý. Het eerste - mannelijke - exemplaar werd gevonden in de Serranía de Jinguradó, een berggebied in de zuidoostelijke Panamese provincie Darién.
Een jaar later volgde de beschrijving van drie exemplaren – twee mannelijke en een vrouwelijke kikker – uit Costa Rica. Deze kikkers behoren tot een populatie uit het laaglandregenwoud bij de Río Peje, gelegen op driehonderd meter hoogte aan de Caribische zijde van de Cordillera de Talamanca in de provincie Limón. De twee bekende locaties waar Ecnomiohyla bailarina voorkomt liggen ongeveer 750 kilometer van elkaar verwijderd en waarschijnlijk komt de soort ook in het tussenliggende deel van Costa Rica en Panama voor.
Ecnomiohyla bailarina is nachtactief en leeft in de bomen op tien tot twintig meter boven de grond. Mannelijke dieren zijn 58,6 tot 68,1 mm groot, terwijl de enige bekende vrouwelijke kikker 57,8 mm groot was. Net als de andere Ecnomiohyla-soorten heeft Ecnomiohyla bailarina een mosachtige huidkleur en huidflappen aan verschillende delen van het lichaam.